# Devarodes bubona
Devarodes bubona là một loài bướm đêm trong họ Geometridae.